# Monumenta Sepulcrorum
Monumenta Sepulcrorum ist eine 2010 gegründete Funeral-Doom-Band.

## Geschichte
Monumenta Sepulcrorum wurde von dem italienischen Black-Metal-Musiker „Lord Svart“ in Salerno gegründet. Als dauerhaften Gast-Sänger und Liedtexter lud der Multiinstrumentalist den brasilianischen Satanisten „Outro Evocate“ hinzu. Die Musiker debütierten 2010 mit der EP Watching the Nausea über Depressive Illusions Records. Im darauf folgenden Jahr erschien das Album A Pact for the Suicide via Satanarsa Records und das als Demoband über Runenstein Records vertriebene The Tome.

## Stil
Die Musik von Monumenta Sepulcrorum wird dem harsch-aggressiven Spektrum des Funeral Doom zugeordnet. Von dem Webzine Doom-Metal.com wird die Musik als „Blackened Funeral/Torture Doom“ mit einer rohen Produktion beschrieben. Zum Vergleich wird hierbei auf populäre Interpreten der entsprechenden Genre-Variante, wie Wormphlegm und Senthil, verwiesen. Auch das Label Depressive Illusions Records beschreibt die Musik als rohen „Funeral Doom Black Metal“ in dessen konzeptionellen Rahmen die Musiker „Hymnen des Suizids“ präsentieren.

## Diskografie
- 2010: Watching the Nausea (EP, Depressive Illusions Records)
- 2011: A Pact for the Suicide (Album, Satanarsa Records)
- 2011: The Tomb (Demo, Runenstein Records)